# 绩溪县站
绩溪县站是位于中华人民共和国安徽省宣城市绩溪县的一个铁路车站，建于1981年12月投入使用，1984年6月1日交付上海铁路局运营。车站有皖赣铁路经过该站，现办理客货运业务。车站距离芜湖站196公里，距离贵溪站354公里，隶属中国铁路上海局集团芜湖车务段，为二等站。

## 车站结构

### 站房
绩溪县站站房建筑面积1489平方米，为徽派建筑风格。站房设有面积为580平方米的候车室，可容纳400人候车。
- 车站进站口
- 绩溪县站站场侧站房
- 车站调度室

### 站场

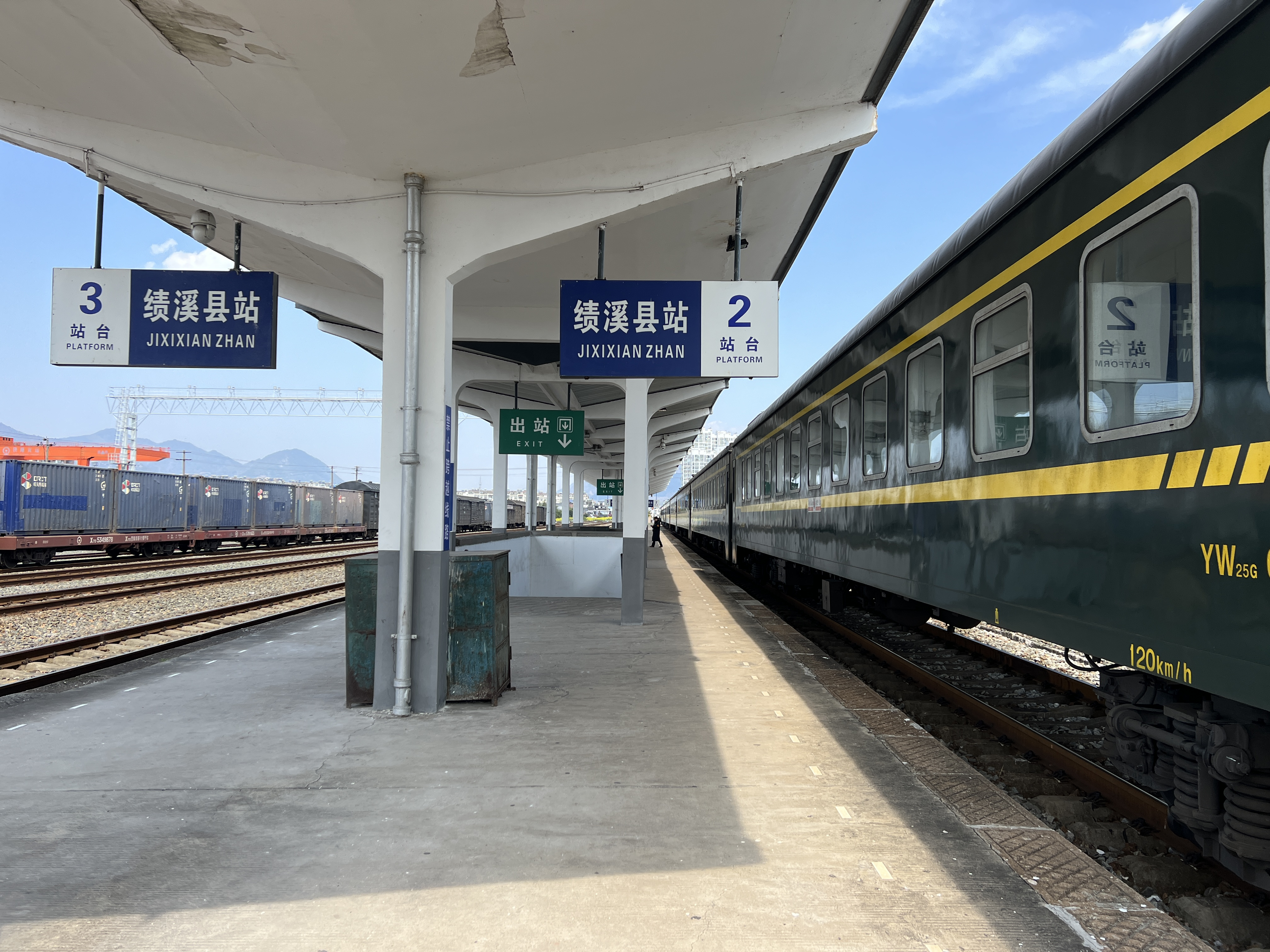
绩溪县站站台

绩溪县站设有22条股道，包括正线1条、到发线4条、货物线3条、调车线4条、段管线9条以及专用线1条。车站设有客运站台2座，覆盖有站台柱雨棚，与站房间设有地道连接。
车站货场位于龙川大道附近，办理整车货物发到，主要办理发到、矿建、煤炭、化肥、化工、粮食等货品类。同时货场还设有通往上海铁路局合肥机务段绩溪库区和安徽省绩溪县燃料有限责任公司的专用线。
|          | 货物线、调车线及段管线 |
| 3站台    | 皖赣铁路 列车          |
| 岛式站台 |                        |
| 2站台    | 皖赣铁路 正线          |
| 1站台    | 皖赣铁路 列车          |
| 侧式站台 |                        |

## 利用状况
车站每日大致办理10对旅客列车的客运业务，2016年全年发送旅客14.79万人次。
合肥机务段在车站附近设有绩溪整备车间。上海铁路局合肥/南京东机务段的司机和南昌铁路局鹰潭机务段的火车司机须在绩溪县站继乘。原先车间还会在至霞西站的货物列车加挂补机，但于2014年10月起撤销，改由HXN5机车一机直达。